# Maurizio Guarnieri
Maurizio Guarnieri
Maurizio Guarnieri, né le 13 février 1960 à Sienne, est un entraîneur italien de chevaux de courses installé à Chantilly. Spécialisé dans les courses de plat, il a remporté plus de 1 600 victoires.

## Biographie
Sa passion pour les chevaux est née dans sa ville natale grâce au Palio de Sienne, une course historique dans laquelle il a entraîné un cheval, appelé Miura qui a gagné à ses débuts pour la Contrada Capitana dell'Onda.
Depuis, il a su qu'il voulait devenir entraîneur de chevaux.
Il est marié à Elena Guidi avec qui il a 4 enfants: Matteo, Rachele, Tommaso et Niccolò.

## Carrière
En 1984, après avoir obtenu sa licence d'entraîneur de chevaux, il a commencé son apprentissage à Rome en tant qu'assistant-entraîneur de Vittorio Asinari di S.Marzano.
De 1985 à 1986, il travaille comme assistant-entraîneur d'Emilio Borromeo (d) à Milan, puis en 1987 comme assistant-trainer de Frank Turner.
Après avoir travaillé en 1988 comme apprenti de Luca Cumani à Newmarket, il a décidé de faire son chemin comme entraîneur en Italie où il a travaillé pendant presque 30 ans en gagnant plus de 1300 courses.
En juin 2016, il s'est installé en France où, en 2024, il est devenu l'entraîneur principal du Yeguada Centurion.
Parmi ses principaux propriétaires, il compte Gérard Augustin Normand, Alain Jhatiere, Mohammed Al Shahi, Benjamin de Cheudenay, Giorgio Guglielmi di Vulci et Paolo Ferrario.
Il a entraîné Shibuni's Falcon qui lui a offert sa première victoire de Groupe 1 en 2001 en devenant le meilleur cheval d'Italie pendant 3 années consécutives.
Au cours de sa carrière, il a remporté 10 groupes et environ 50 courses niveau Listed .

## Palmarès (courses de groupe uniquement)
- Premio Roma G1- Shibuni’s Falcon
- Premio Lydia Tesio G1 - Aoife Alainn
- Premio Berardelli G2 - Shibuni’s Falcon
- Criterium de Maison-Laffitte G2 - Plainchant
- Prix du Calvados G2 - Wed
- Premio Legnano G3 - Ellenica
- Premio Tudini G3 - Oh Bej Oh Bej
- Premio Incisa G3 - Shot Bless
- Premio Roma Vecchia G3 - Duke of Flight[6]
- Prix Eclipse G3- Plainchant[7]

## Informations diverses
Maurizio Guarnieri a été le premier entraîneur italien à gagner une course avec un cheval pieds nus, c'est-à-dire sans les fers à cheval.
Il a été le premier à utiliser une bande nasale en Europe et à gagner avec. Après cette course, la bande nasale a été bannie des courses européennes car elle était considérée comme un avantage déloyal. Aujourd'hui, elle est encore très répandue dans les courses américaines.
Il a battu le record du Prix Eclipse G2 avec Plainchant, en 1’08’’48.